# 感染制御専門薬剤師
感染制御専門薬剤師（かんせんせいぎょせんもんやくざいし、英語: Board Certified Infection Control Pharmacy Specialist、略称: ICPS）は、社団法人日本病院薬剤師会が認定する専門薬剤師。2006年感染制御専門薬剤師認定試験が行われ誕生した。感染制御（感染防止）の専門資格である。

## 概要
病院などの医療機関の中で、感染症の治療や予防を行うためには、感染症専門医、インフェクションコントロールドクター（ICD）、感染管理看護師（ICN）や感染制御専門薬剤師、その他の感染制御専門家（ICP）などからなる感染制御チーム（ICT）を構成し、実際の治療や予防に携わることが望ましいとされている。
現代の消毒薬や抗生物質などは、効果が必ず発揮される利点を持つ反面、使用上の注意を守る必要があるが、その種類が多く、その特徴に合わせて使いこなすには、膨大な知識が必要となる。医学や薬学や化学が発展した現代において、感染症の分野だけでも、専門家として把握すべき情報は非常に大きい。このため、感染制御薬剤師は、消毒薬と抗生物質などの専門家として、活躍することが期待されている。
感染制御専門薬剤師は、肝不全、腎不全、未熟児など、一昔前であればそれだけで死亡していたような合併症を持つ重篤な感染症患者であっても、薬物動態理論や臨床薬理学などを用いて、効果と副作用を併せ持つ強力な抗生物質の投与量を適切に決めることができる。このため、感染制御専門薬剤師と共に感染症治療を行う医師は、単独で治療を行う医師よりも、レベルの高い治療をより多くの患者に提供することが可能となる。
感染制御認定薬剤師等の資格をもち、感染制御領域に関する学会発表及び学術論文、さらに感染制御専門薬剤師認定試験に合格する等の申請資格 が必要となる。

## その他の感染症対策専門資格および組織
- 感染症専門医
- インフェクションコントロールドクター（ICD）
- 感染管理看護師（ICN）
- 感染管理歯科衛生士（ICDH）
- 感染制御認定臨床微生物検査技師（ICMT）
- 滅菌技士（第一種・第二種）
- 医療環境管理士
- 感染管理介護福祉士（ICCW）
- 院内感染対策チーム（感染制御チーム・感染対策チーム）（ICT）
- 院内感染対策委員会（感染制御委員会・感染対策委員会）（ICC）